# Lac Cornu (aiguilles Rouges)
Pour les articles homonymes, voir Lac Cornu.
Le lac Cornu est un lac de France situé dans les Alpes, en Haute-Savoie, sur la commune de Chamonix.

## Voir aussi

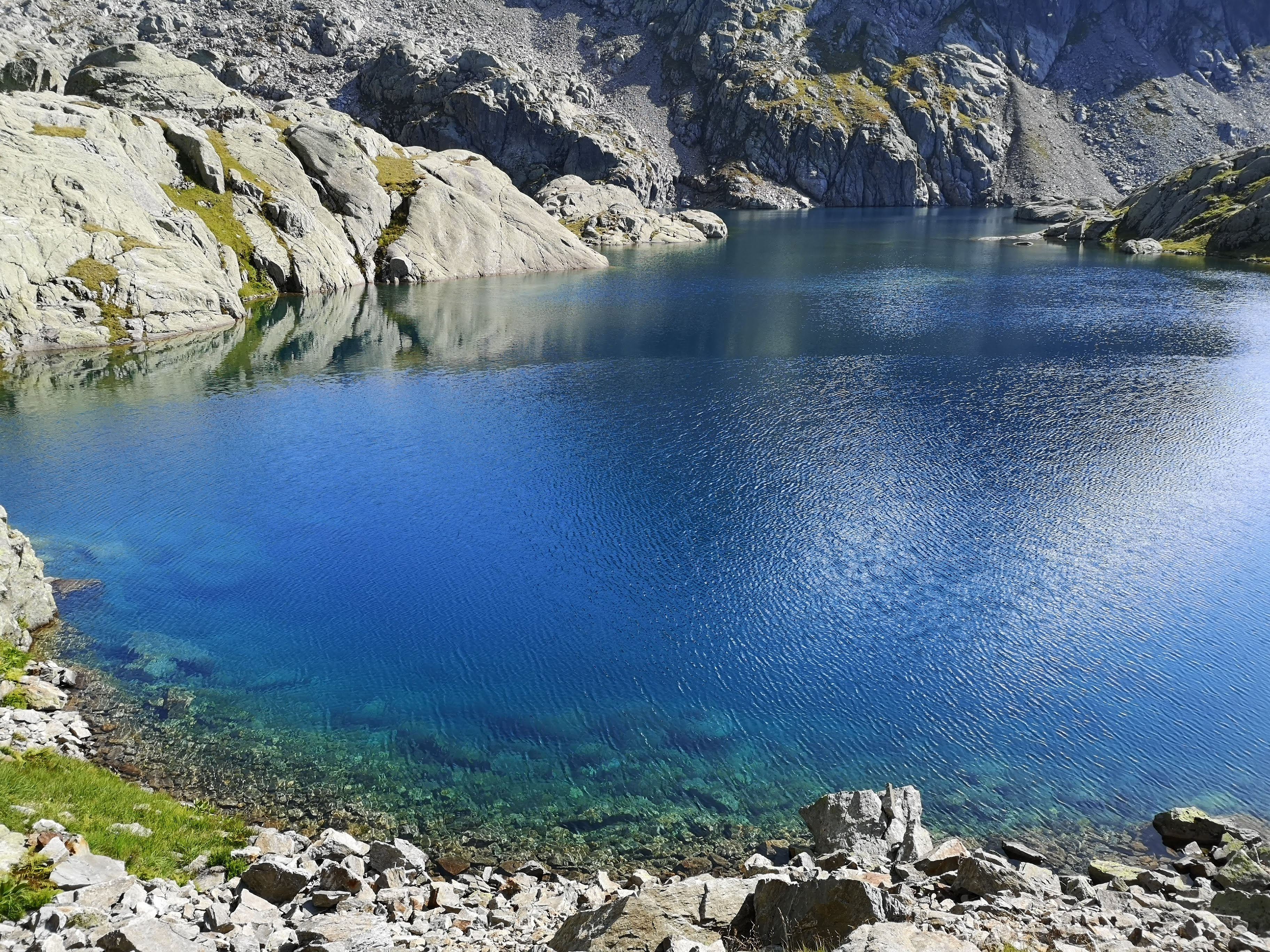
Du fait de son origine glaciaire, l'eau du lac Cornu bénéficie d'une couleur cristalline